# 의료기기산업혁신클러스터협의회
의료기기산업혁신클러스터협의회(Medical devices Industry Innovation Cluster Committee, MIICC)는 의료기기 산업의 발전을 위해 설립된 의료기기 산업혁신클러스터협의회로 2009년 6월에 설립되었으며, 그 사무국은 한국전기연구원(KERI) 안산분원에 두고 있다.

## 연혁
- 2009년 6월 24일 : 경기도로부터 의료기기IICC 지정
- 2009년 7월 14일 : 의료기기IICC 창립총회 개최 (초대 회장: 배병우 (주)인포피아 대표이사)
- 2012년 2월 28일 : 의료기기IICC 제3차 총회 개최 (제2대 회장: 이재화 (주)대성마리프 회장)

의료기기IICC 홈페이지]
- 의료기기산업지원센터(GMEDECA Center) 홈페이지
- 한국전기연구원(KERI) 홈페이지